# Вакен
Вакен (њем. Wacken) општина је у њемачкој савезној држави Шлезвиг-Холштајн. Једно је од 112 општинских средишта округа Штајнбург. Према процјени из 2010. у општини је живјело 1.840 становника. Посједује регионалну шифру (AGS) 1061107.

## Географски и демографски подаци
Вакен се налази у савезној држави Шлезвиг-Холштајн у округу Штајнбург. Општина се налази на надморској висини од 26 метара. Површина општине износи 7,1 km². У самом мјесту је, према процјени из 2010. године, живјело 1.840 становника. Просјечна густина становништва износи 259 становника/km².

## Међународна сарадња
| Мјесто | Држава  | Врста сарадње | Од    |
| ------ | ------- | ------------- | ----- |
| Вакен  | Белгија | контакт       | 2000. |
| Извор  |         |               |       |